# Victor de Pange
Victor Thomas de Pange, né le 12 juillet 1923 à Saverne et mort le 31 janvier 1984 à Strasbourg, est un historien et critique littéraire français.

## Biographie
Après avoir obtenu sa licence ès lettres à la Faculté des lettres de Paris, il est boursier Korda de l'Université d'Oxford où il obtient son doctorat.
Chargé de cours à l'Institut catholique de Paris, il intègre le Conseil de l'Europe à Strasbourg, où il fait toute sa carrière. Conseiller puis chef de la Division des Affaires culturelles et audiovisuelles, puis chef de cabinet du Secrétaire général et du Secrétaire général adjoint, il devient chef des relations extérieures au Conseil de l'Europe puis directeur adjoint de l'Enseignement et des Affaires culturelles et scientifiques.

## Publications
- Le Plus beau de toutes les fêtes (1980)
- Plaidoyer pour la culture (1979)
- Madame de Staël et la situation politique en France pendant les Cent-jours (1977)
- Le Séjour de Victor de Broglie et d'Auguste de Staël à Londres en mai 1822 (1974)
- La Fortune de Victor de Broglie et d'Albertine de Staël (1971)
- La Bibliothèque anglaise de Mme de Staël (1971)
- Le Rêve anglais de Mme de Staël (1970)
- Le duc de Broglie et la liberté d'expression sous le Second empire (1970)
- Charles Morgan (1962)
- Graham Greene (1953)
- The Reform of the House of Lords... (1949)
- Prestige et illusion de la doctrine communiste (1944)
- Révolution russe et marxisme (1944)